# Capture anglo-persane d'Ormuz
La Capture d'Ormuz (persan : بازپس گیری هرمز) était une expédition anglo-persane combinée qui a capturé avec succès la garnison de l'Empire portugais sur l'île d'Ormuz après un siège de dix semaines, ouvrant ainsi le commerce de la Perse avec le Royaume d'Angleterre dans le golfe Persique. Avant la prise d'Ormuz, les Portugais avaient tenu le fort Notre-Dame de la Conception pendant plus d'un siècle, depuis 1507 lorsqu'Afonso de Albuquerque l'établit lors de la conquête portugaise d'Ormuz, leur donnant le contrôle total du commerce entre l'Inde et l'Europe à travers le golfe Persique. Selon Stephen Neill, la prise d'Ormuz a complètement changé l'équilibre du pouvoir et du commerce.

## Alliance anglo-persane

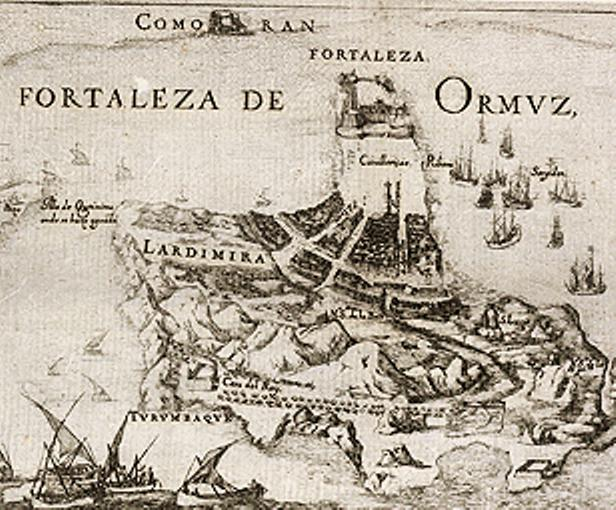
La ville et la forteresse d'Ormuz, gravure du XVIIe siècle.

La composante anglaise consistait en une force fournie par la Compagnie britannique des Indes orientales composée de cinq navires de guerre et de quatre pinasses. Les Perses étaient récemment entrés en guerre contre les Portugais, et une armée perse assiégeait le fort portugais sur Qechm, mais l'aide anglaise était nécessaire pour capturer Ormuz. Abbas Ier souhaitait obtenir un soutien anglais contre les Portugais, et le commandant Imam Quli Khan, fils de Allahverdi Khan, négocièrent avec les Anglais pour obtenir leur soutien, promettant aux Anglais qu'ils leur accorderaient l'accès au commerce de la soie perse. Un accord est signé, prévoyant le partage du butin et des droits de douane à Ormuz, le rapatriement des prisonniers selon leur foi et le paiement par les Perses de la moitié des frais de ravitaillement de la flotte.

## Opérations

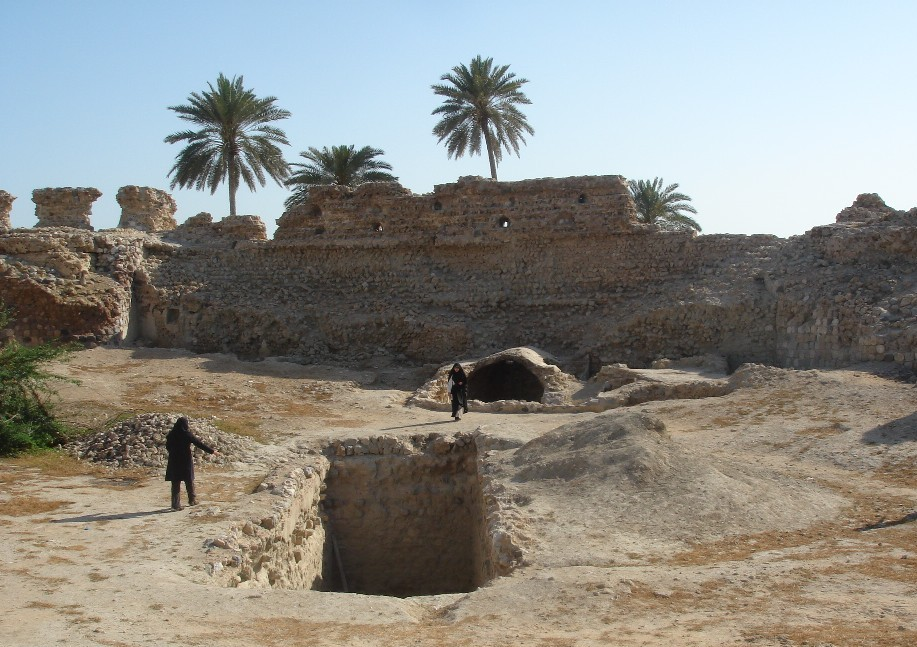
Le château portugais, Qeshm Island

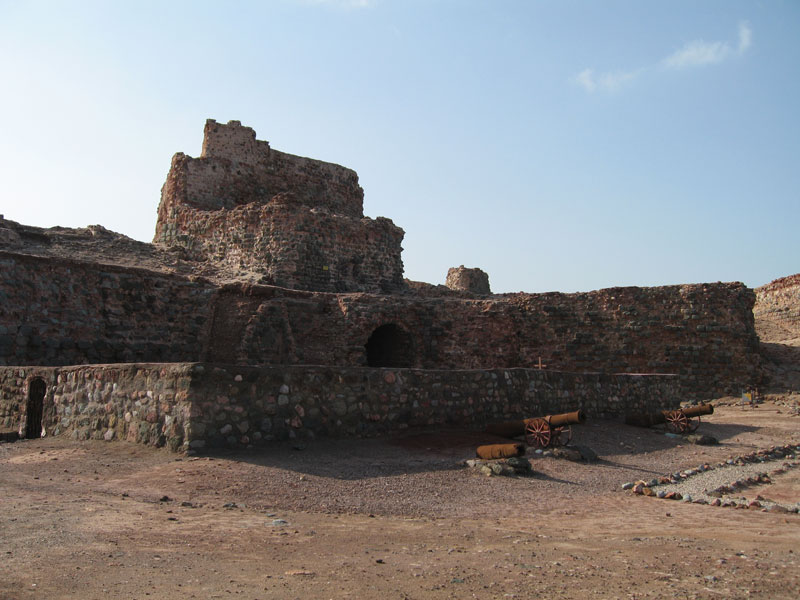
Le château portugais sur l'Île d'Ormuz

La flotte anglaise s'est d'abord rendue sur Qeshm, à quelque 24 km, pour y bombarder une position portugaise. Les Portugais présents se sont rapidement rendus, et les pertes anglaises étaient peu nombreuses, mais incluaient le célèbre explorateur William Baffin.
La flotte anglo-persane a ensuite navigué vers Ormuz et les Perses ont débarqué pour capturer la ville. Les Anglais bombardèrent le château et coulèrent la flotte portugaise présente. Après une certaine résistance, les Portugais rendirent Ormuz le 4 mai 1622. Les Portugais furent forcés de se retirer vers une autre base à Mascate.
Bien que le Portugal et l'Espagne aient été en union dynastique de 1580 à 1640, l'Angleterre et le Portugal n'étaient pas en guerre, et le  duc de Buckingham a menacé de poursuivre la société pour la capture, mais a renoncé à sa demande lorsqu'il a reçu la somme de 10 000 livres, prétendument 10 % des prises lors de la capture d'Ormuz. Jacques Ier a également reçu la même somme de la société lorsqu'il s'est plaint en tant que tel : « Vous ai-je délivré de la plainte des Espagnols, et vous ne me rendez rien ».

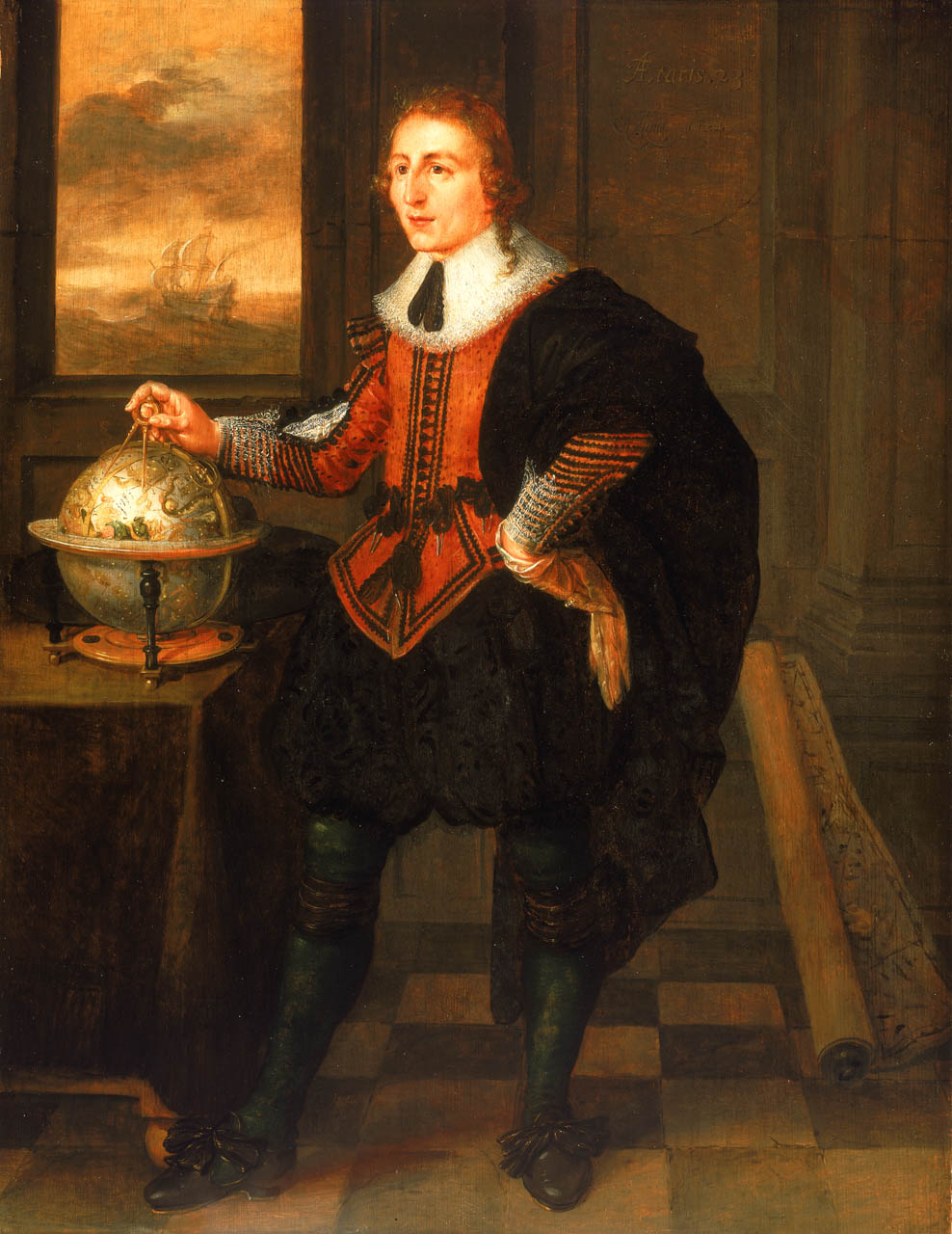
William Baffin est mort des suites de blessures lors des opérations menant à la prise d'Ormuz.

La prise d'Ormuz a donné l'opportunité à l'entreprise de développer le commerce avec la Perse, en essayant d'échanger du tissu anglais et d'autres produits contre de la soie, ce qui n'est pas devenu très rentable en raison du manque d'intérêt persan et de la petite quantité de marchandises anglaises. Le soldat et marchand anglais Robert Shirley s'est également intéressé au développement du commerce anglo-persan.